# Ogcocephalus porrectus
Ogcocephalus porrectus är en fiskart som beskrevs av Garman, 1899. Ogcocephalus porrectus ingår i släktet Ogcocephalus och familjen Ogcocephalidae. IUCN kategoriserar arten globalt som livskraftig. Inga underarter finns listade i Catalogue of Life.